# Ana Gros
Ana Gros (Velenje, 1991. január 21. –) szlovén, magyar, német, francia bajnok és bajnokok ligája-győztes szlovén válogatott kézilabdázó, jobbátlövő, a francia élvonalbeli Brest Bretagne játékosa.

## Pályafutása
Ana Gros első felnőtt csapatával, az RK Olimpijával a 2008–2009-es szezonban az EHF Challenge kupában is szerepelt. A 2009 nyarán Magyarországon rendezett junior Európa-bajnokságon a szlovén válogatott leggólerősebb játékosa volt, 55 találatával a góllövőlista második helyén végzett. A következő szezont már a szlovén bajnok RK Krimnél kezdte, amely csapat színeiben megnyerte a szlovén bajnokságot és a szlovén kupát.
2010-ben leigazolta a legutóbbi Bajnokok Ligája szezon elődöntőse, a magyar bajnoki címvédő Győri Audi ETO KC. Első szezonjában második legeredményesebb győriként a bajnokságban 90 gólt szerzett. A következő szezonban azonban kevesebb játéklehetőséget kapott, emiatt nem hosszabbította meg lejáró szerződését, és a német bajnok Thüringer HC-hoz igazolt. Német bajnoki címeket nyert csapatával, majd szezon közben, 2014 januárjában a francia Metz Handball játékosa lett. Új csapatában francia gólkirály tudott lenni, emellett a Bajnokok Ligájában is csapata legeredményesebb játékosa lett. 2015-ben 73 találattal tizedik lett a BL góllövőlistáján, 2017-ben pedig 84 gólt szerezve 6. lett a góllövőlistán, csapatát a negyeddöntőbe segítette, ahol korábbi csapata, a sorozat későbbi győztese, a Győri Audi ETO KC búcsúztatta őket.
2018 januárjában hivatalossá vált, hogy Gros a következő szezontól a Brest Bretagne csapatában szerepel. Többször szerződést hosszabbított a francia klubbal.
2021 januárjában viszont Gros nem hosszabbított a Bresttel, és pár óra múlva az a hír járta, hogy Gros aláírt a rivális orosz klubhoz, a CSZKA Moszkva csapatához. A hírt később az orosz klub és maga a szlovén kézilabdázónő is megerősítette. Miután 2022 februárjában Oroszország megtámadta Ukrajnát, az Oroszország ellen bevezetett nemzetközi szankciók következtében csapatát kizárták a Bajnokok Ligájából. Emiatt Gros 2022 márciusában felbontotta szerződését az orosz klubbal és a szlovén RK Krim játékosa lett.
2022 június 6-án jelentette be a Győri Audi ETO KC, hogy újra zöld-fehér mezben játszik Gros, mely során 2 éves szerződést kötöttek egymással a felek. A 2023-2024-es szezonban Bajnokok Ligáját nyert a csapattal, majd visszatért hazájába, a RK Krim csapatához. A szlovén csapatnál eltöltött szezon végén hivatalossá vált, hogy ismét a francia élcsapat Brest Bretagne játékosa lesz 2 szezonon át.

## Sikerei
- Szlovén bajnokság győztese: 2010
- Szlovén kézilabdakupa győztese: 2010
- Magyar bajnokság győztese: 2011, 2012, 2023
- Magyar kézilabdakupa győztese: 2011, 2012 
  - Ezüstérmes: 2023, 2024
- Bajnokok Ligája-győztes: 2024
  - Bronzérmes: 2023
  - Győztes: 2024
- Német bajnokság győztese: 2013
- Német kézilabdakupa győztese: 2013
- Francia bajnokság győztese: 2014, 2016, 2017
- Francia kézilabdakupa győztese: 2015, 2017

- Francia bajnokság gólkirálynője: 2016[10]
- Bajnokok Ligája legjobb jobbátlövője: 2018